# Wanli, Anhui
Wanli (kinesiska: 湾里) är ett stadsdelsdistrikt i östra Kina. Det ligger i stadsdistriktet Jiujiang i staden Wuhu i provinsen Anhui, omkring 120 kilometer sydost om provinshuvudstaden Hefei. Antalet invånare är 51 556. Befolkningen består av 23 314 kvinnor och 28 242 män. Barn under 15 år utgör 8,0 %, vuxna 15-64 år 84 %, och äldre över 65 år 6,0 %.